# Louis Nzala Kianza
Louis Nzala Kianza (6 février 1946 à Kiamfu Kia Nzadi  (district du Kwango) - 26 novembre 2020 à Kinshasa) est évêque émérite du diocèse de Popokabaka en République démocratique du Congo.

## Biographie
Diplômé du collège Ntemo des pères jésuites de Kasongo-Lunda, il a été ordonné prêtre le 25 août 1972. Il est licencié en sciences sociales de l'Université catholique de Louvain en Belgique.
Concernant ses fonctions épiscopales, il y a été nommé en date du 22 avril 1996 par le Pape Jean-Paul II en remplacement de Monseigneur André Mayamba Katongo (démissionnaire depuis 1991), après l'administration du diocèse par Mgr Mununu (1991-1996) .
Ancien secrétaire général de la Conférence épiscopale nationale du Congo (CENCO), Mgr Louis Nzala a souvent[évasif] été nommé par ses pairs Président de Caritas, le bras social de l'Église catholique en République démocratique du Congo. En 2009, il était membre du comité central et président de la Commission Caritas-développement de la CENCO.
Il se montre présent dans la lutte contre le sida.
Dans la Conférence épiscopale nationale du Congo, il est membre de la Commission épiscopale des communications sociales.
Lors de la vacance du siège de l'évêché d'Idiofa (2006-2009), il a assuré l'administration apostolique de cette zone.
Le pape François accepte sa démission le 29 juin 2020, et nomme le père Bernard-Marie Fansaka Biniama pour lui succéder.